# Federico Faruffini
Federico Faruffini (Sesto San Giovanni, 1833 - Pérouse, 1869) est un graveur et peintre italien actif au XIXe siècle

## Biographie
Federico Faruffini s'est formé auprès de la Civica Scuola di Pittura de Pavie avec Giacomo Trecourt; amis de Tranquillo Cremona, il a été influencé par la peinture de Giovanni Carnovali, se dédiant aux sujets historiques, religieux ou tirés de romans.
Dans sa première commande officielle : le retable de l' Immacolata Concezione pour la cathédrale de Pavie, émergent des influences puriste. Son style combine les styles et les thèmes du réalisme avec les contours diffus et les couleurs vives des peintres de la scapigliatura.
En 1856, il se rend à Rome où il réside jusqu'au début de 1858, puis en 1859 - 1860 il effectue un bref séjour à Venise, où il étudie les maîtres de la Renaissance vénitienne. En 1861, il s'établit à Milan, puis en 1864 il est à Turin avec Tranquillo Cremona en 1864. En 1867, il retourne à Rome, puis, en 1869, à Pérouse, où il se suicide.

## Œuvres
- L'orazione di san Domenico, chartreuse de Pavie;
- La gondola di Tiziano (1861), Galerie d'art moderne, Milan,
- Sordello e Cunizza, Pinacoteca di Brera,
- la Lettrice  ou Clara, Galerie d'art moderne, Milan,
- Il sacrificio della Vergine al Nilo (1865), Galerie nationale d'art moderne et contemporain, Rome.

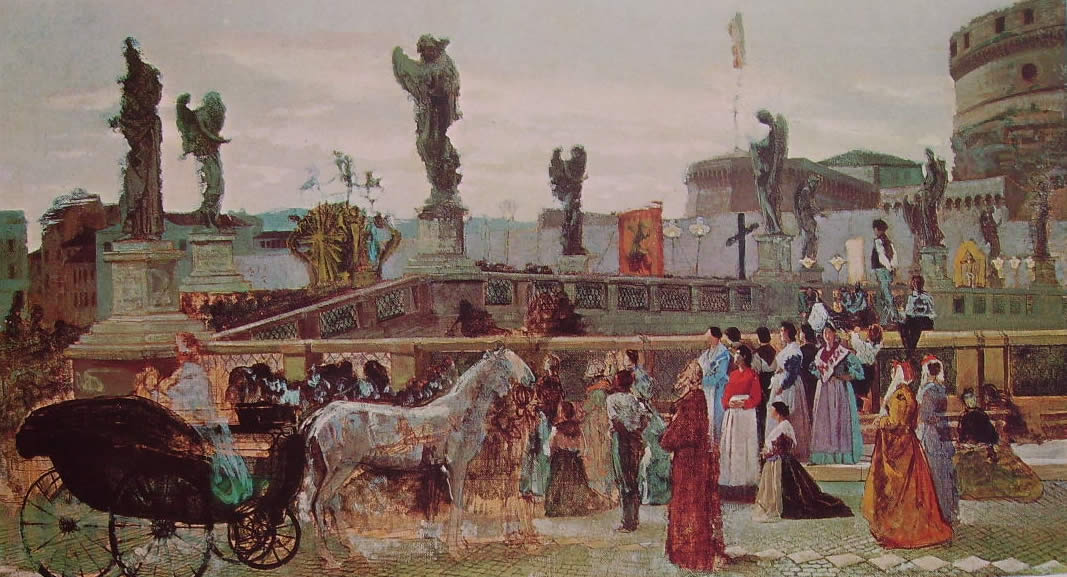
Ponte Sant'Angelo.
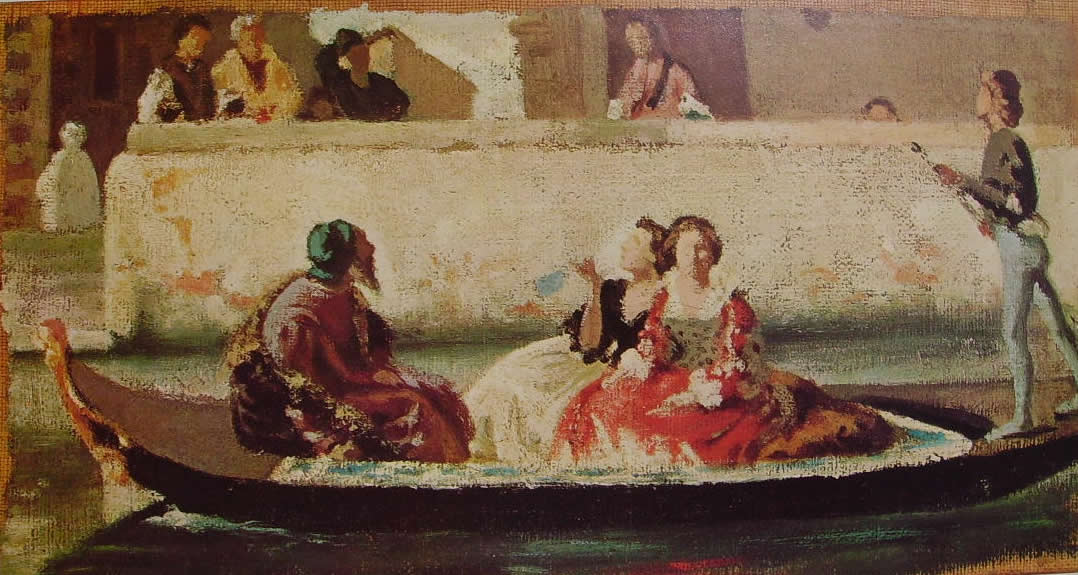
La Lectrice.
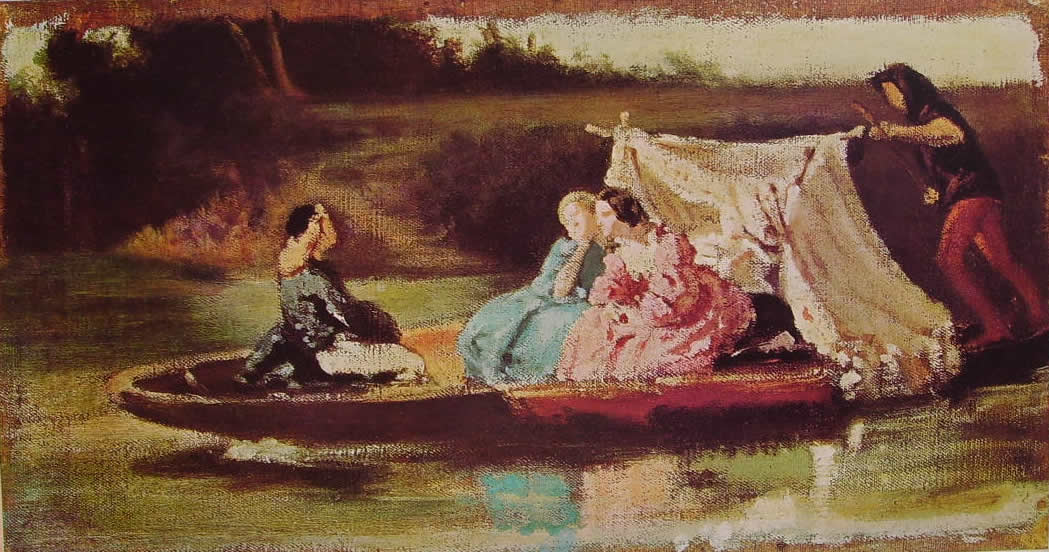
Gondole de Titien.
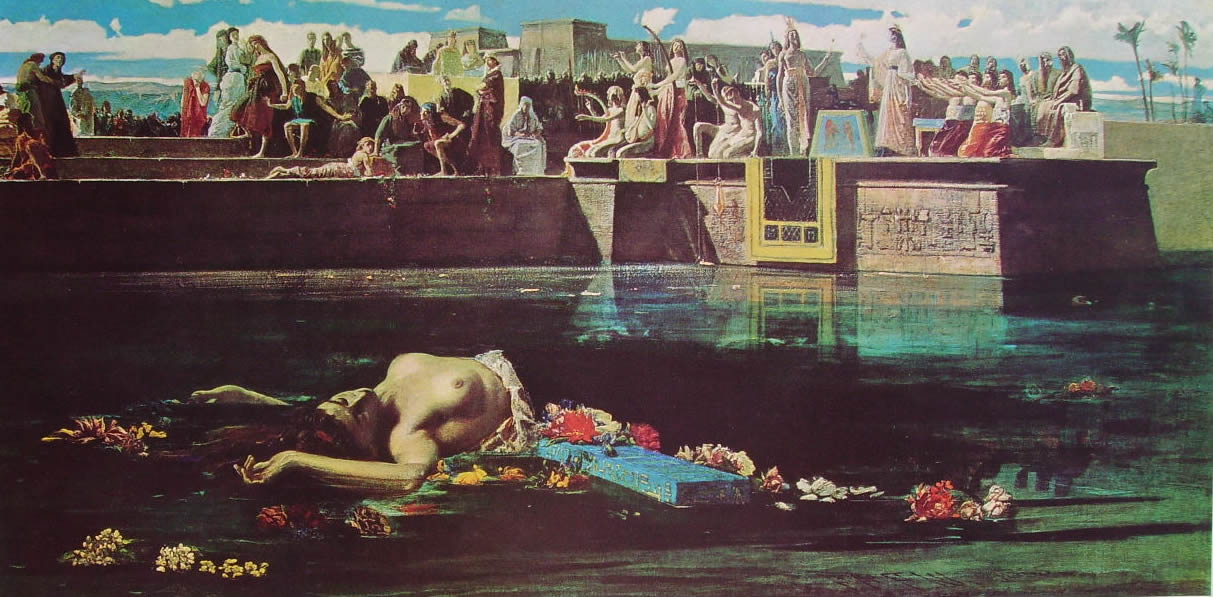
Sacrifice de la Vierge sur le Nil

## Prix
- Exposition universelle de Paris (1867) : Cesare Borgia che ascolta Machiavelli[1], et Mort d'Ernesto Cairoli[2].